# Lelystad
Lelystad város Hollandiában, Flevoland tartomány fővárosa, egyben alapfokú közigazgatási egység azaz község. Lakosainak száma 83 033 fő (2023. január 1.).

## Földrajza
Lelystad Drechterland, Enkhuizen, Hoorn, Stede Broec, Zeewolde, Urk és Dronten községekkel határos.

## Háztartások száma
Lelystad háztartásainak száma az elmúlt években az alábbi módon változott:
| Háztartások száma | 32 214 | 32 369 | 32 592 | 32 870 | 32 820 | 33 029 |
|                   | 2010   | 2011   | 2012   | 2013   | 2014   | 2015   |

## Látnivalók
Batavia (hajó)

## Közlekedés

### Közúti
A város az A6-os autópályán érhető el.